# Čarodějnice z Endoru

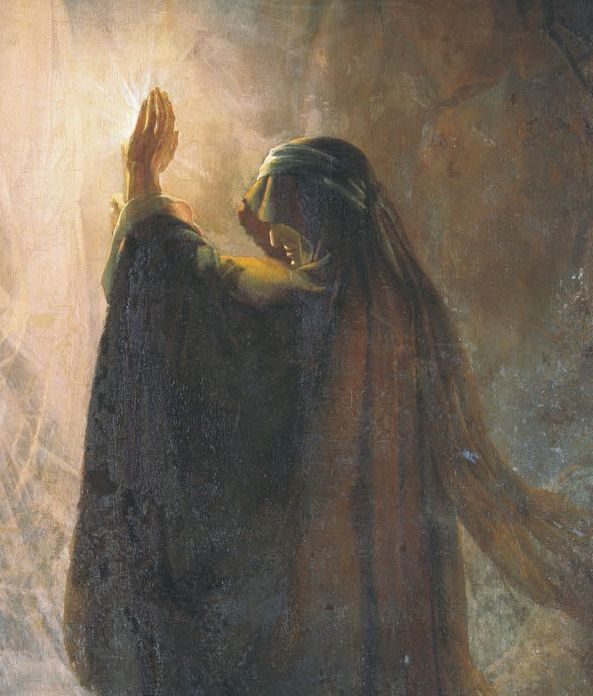
Dmitrij Martynov, Čarodějnice z Endoru, detail, 1857

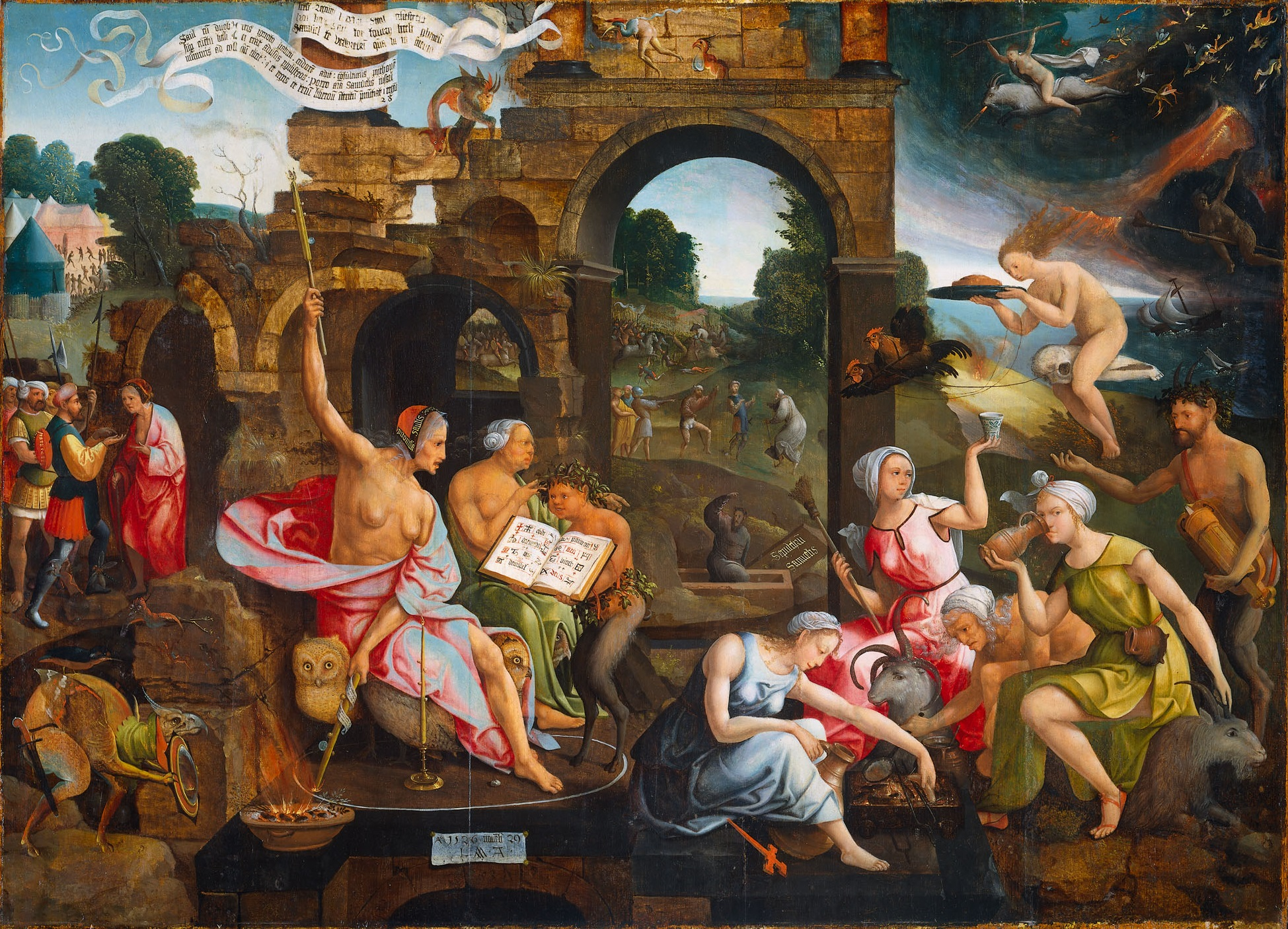
Saul a čarodějnice z Endoru, Jacob Cornelisz van Oostsanen (1526)

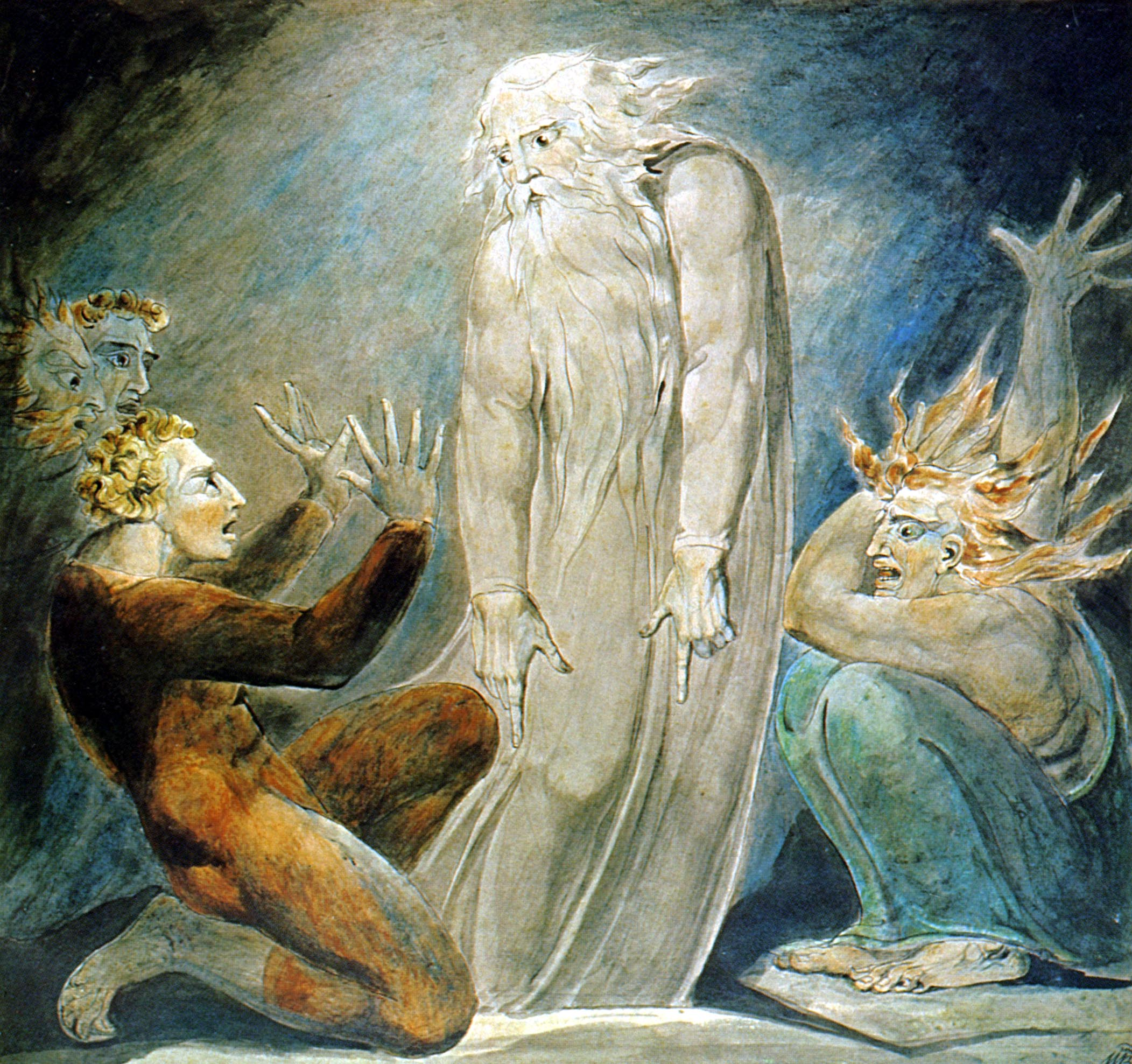
William Blakeː Samuel, zjevení Saula a čarodějnice, kolem roku 1800

Čarodějnice z Endoru je starozákonní biblická postava, objevující se v 1. knize Samuelově.

## Příběh
Na žádost prvního izraelského krále Saula oživí ducha zemřelého proroka Samuela. Saul tak koná proto, že se bojí nastávající bitvy s Filištínskými, ovšem rozzlobený Samuel neřekne králi nic o bitvě samotné, pouze mu sdělí, že spolu se svými syny zemře. Tak se skutečně stane a Saul zemře bez Boží přízně. O tu přišel svým konáním. Boží zákony porušil také tím, že endorskou čarodějnici vyhledal a požádal ji o „vyvolání“ Samuela. Věštění bylo totiž bezbožným jednáním a Bible ho na řadě míst zakazuje. Ne však prorokování, kdy prorok (např. Samuel) byl považován za člověka inspirovaného Bohem. Saulovo jednání bylo paradoxní také z toho důvodu, že dříve nechal vyhnat všechny hadače a kouzelníky ze země.

## Ikonografie
V renesančním umění se námět stal inspirací k barvitému zpodobení strašného sabatu čarodějnic, jak jej namaloval například Jacob Cornelisz van Oostsanen v roce 1526. V pozdějších ilustracích, například u Williama Blakea je nositelem hrůzy zmrtvýchvstalý prorok Samuel, zatímco v romantickém pojetí Dmitrije Nikiforoviče Martynova vyvolá čarodějnice pouhý Samuelův stín.